# 800-talet (decennium)

## Händelser
- Vikingarna finns i Norden bland annat.
- Araberna härjar Europa och Frankerriket utvecklas.
- Slaviska länder uppstår.
- Karolingisk renässans. Einhard skriver en levnadsteckning över Karl den store. Palats och domkyrka uppförs i Aachen.

## Födda
- 805 – Ludvig den tyske, kung av Östfrankiska riket.

## Avlidna
- 4 juni 800 – Luitgard av Sundgau, drottning av Frankrike.